# Височен
Висо̀чен или Висо̀чени (срещат се и формите Висо̀чан, Висо̀чани на гръцки: Ξηροπόταμος, Ксиропотамос, до 1927 година Βησωτσάνη, Висоцани) е село в Република Гърция, разположено на територията на дем Драма в област Източна Македония и Тракия.

## География
Селото е разположено на 260 m надморска височина в Драмското поле на около 8 km северозападно от град Драма в подножието на Боздаг при дола Чорлак.

## История

### Етимология
Според Йордан Н. Иванов името е жителско име от местното име Високо - гола чука над Височен, със съответствия във всички славянски езици. Жителското име е висо̀ченин, висо̀ченка, висо̀чене.

### В Османската империя
Селото е споменато в османски регистър на соколари и ястребари от 1480 година. Отбелязано е и в османски данъчни регистри от 1569–1570 година.
В края на XIX век Височен е предимно българско село в Драмска кааза на Османската империя. Гробищната църква „Св. св. Теодор Тирон и Теодор Стратилат“ е от 1815 година. В селото работи гръцко училище към църквата „Свети Георги“, в което в 1888 - 1889 година преподава Димитриос П. Йоанидис, а в 1890 - 1891 - Н. Астериадис.
В 1891 година Георги Стрезов пише за селото:
| „ | Височен, на СЗ от Драма 2 часа, до реката Куричай. Преди 8 години тук стоял мюдюрин, който се пренесъл подире в Просочен. Селянете всички са земледелци. Гръцка църква и училище; 200 къщи, между които около 50 са турски. | “ |

В края на XIX век Васил Кънчов пише, че Височан има 220 къщи българи и 40 турци. Според статистиката на Кънчов („Македония. Етнография и статистика“) в 1900 година Височан има 1150 жители българи християни, 250 турци и 12 цигани.
По данни на секретаря на Българската екзархия Димитър Мишев („La Macédoine et sa Population Chrétienne“) в 1905 година християнското население на Височен (Vissotchen) се състои от 1840 българи екзархисти, 20 гърци, 36 власи и 30 албанци и в селото действат едно основно българско и едно основно гръцко училище с по един учител и 50 и 25 ученици съответно. Според гръцки данни в 1906 година в селото има около 135 патриаршистки семейства, 55 - 60 екзархийски и 35 - 40 мюсюлмански. През февруари 1906 година митрополит Хрисостом Драмски посещава Височен и отсяда в къщата на Йоанис Самарас.
В доклад до Атина гръцкият подконсул в Кавала съобщава, че в селото има 225 къщи, от които 120 гръцки, 55 български и 50 турски, а жителите му са 1481 – 741 българогласни гърци, 411 българи и 330 турци.
При избухването на Балканската война в 1912 година двама души от Височен са доброволци в Македоно-одринското опълчение.

### В Гърция
През Балканската война селото е освободено от части на българската армия, но след Междусъюзническата война от 1913 година остава в пределите на Гърция. Към 1918 година според българския лингвист Йордан Н. Иванов в селото има 300 семейства, от които 130 патриаршистки, 120 екзархистки и 50 турски. Екзархистите се изселват отчасти в 1913, а по-късно в 1919, 1925 и 1927 година. След изселването на турците в Турция по силата на Лозанския договор, в селото са настанени гърци бежанци - 87 семейства с 396 души.
В 1927 година името на селото е сменено на Ксиропотамос. В 1928 година селото е представено като смесено местно-бежанско с 87 бежански семейства и 324 жители общо.
След изтеглянето на българските войски от Драмско в 1944 година част от българите гъркомани се изселват в България. Най-много височани живеят в Гоце Делчев и района, както и в Пловдив, Пазарджик и Хасково.
Селото не пострадва от Втората световна и от Гражданската война и затова населението му се увеличава. В 50-те години в землищео на Височен е основано селището Каридия, което в 1961 година има 42 жители. По-късно е слято с Височен.
Населението на Височен произвежда тютюн, жито и други замеделски култури, като се занимава и с лозарство и със скотовъдство.
| Име                        | Име              | Ново име              | Ново име                 | Описание |
| -------------------------- | ---------------- | --------------------- | ------------------------ | --- |
| Какаведжик                 | Κακαβιεζίκ       | Монодендри            | Μονοδένδρι               | местност на Ю от Височен |
| Чирепе                     | Τσιρεπέ          | Потистра              | Ποτίστρα                 | скалист склон на Ю от Височен, вдлъбнатина в скала, където се събира вода от старобългарското , „череп“, „глинен съд“                |
| Калуд Калут                | Καλούτ           | Рема Агиу Константину | Ρέμα 'Αγίου Κωνσταντίνου | река и плодородни ниви на Ю от Височен, от личното име Калуд, от новогръцкото καλούδι, „дарове, подаръци“                            |
| Кьор Бунар                 | Κιόρ Μπουνάρ     | Ксировриси            | Ξηρόβρυση                | извор на Ю от Височен на река Калуд в местността Аврата                                                                              |
| Карандилък                 | Καραντιλίκ       | Спилиес               | Σπηλιές                  | местност на Ю от Височен |
| Бабаамурь или Бабамур      | Μπαμπαμούρ       | Перистера             | Περιστέρα                | склон с ниви на Ю от Височен |
| Пасково                    | Πάσκοβο          | Пигади                | Πηγάδι                   | извор на З от Височен |
| Куйнярник                  | Κουϊνιάρνικ      | Станес                | Στάνες                   | възвишение в Боздаг на З от Височен (541,4 m)                                                                                        |
| Сик Пърнар                 | Σίκ Πουρνάρ      | Пурнария              | Πουρνάρια                | връх в Боздаг на СЗ от Височен |
| Бабин дол                  | Μπαμπιντόλ       | Рема Михаил Аргангелу | Ρέμα Μιχαήλ Αρχαγγέλου   | река в Боздаг на С от Височен започва в местността Лисе и стига до селото                                                            |
| Раздуле                    | Ραξτοϋλε         | Ксирорема             | Ξηρόρρεμα                | река |
| Рачан или Рачица           | Ρακτσάν          | Коцифорема            | Κοτσυφόρρεμα             | река на И от Височен от корен рак- в раковина, сравними са речните имена Рача                                                        |
| Калелък                    | Καλενίκ          | Ипсома Мавруди        | Ύψωμα Μαυρουδή           | скалиста чука в местността Гърбъ в Боздаг на И от Височен (582 m)                                                                    |
| Сивек или Сивак или Сивака | Σίβεκ            | Итиес                 | Ιτιές                    | дол край Височен, от сив и -ак по цвета на скалата                                                                                   |
| Чернок                     | Τσερνόκι         | Маври Корифи          | Μαύρη Κορυφή             | връх в Боздаг на С от Височен (1132,9 m) от чернок, „черен бор“                                                                      |
| Голак                      | Γκολάκι          | Гимно                 | Γυμνό                    | връх в Боздаг на С от Височен (1051 m) от гол и -ак (стара -ako-), местност лишена от растителност                                   |
| Чалелик                    | Τσαλεκίκ         | Ангатотон             | Άγκαθωτόν                | местност в Боздаг на СИ от Височен                                                                                                   |
| Паланкар                   | Παλαγκάρ         | Хионисмени            | Χιονισμένη               | |
| Дупал                      | Ντούπαλ          | Трипес                | Τρύπες                   | местност в Боздаг на С от Височен |
| Перис                      | Πέρις            | Ипсома Елевтерияди    | Ύψωμα Έλευθεριάδη        | връх в Боздаг на СИ от Височен (1143 m)                                                                                              |
| Патрик дере                | Πατρίκ Ντερέ     | Фидосерма             | Φιδόσερμα                | река в Боздаг на СЗ от Височен |
| Гелем дере                 | Γκελέμ Ντερέ     | Рема Нимфон           | Ρέμα Νυμφών              | река на И от Височен (Дабладджик или Блацища)                                                                                        |
| Герколаки                  | Γκερκολάκι       | Афти                  | Άφτί                     | местност в Боздаг на С от Височен |
| Пилаф дере тепе            | Πιλάφ Ντερέ Τεπέ | Стронгили             | Στρογγυλή                | река в Боздаг на СЗ от Височен |
| Мешелик                    | Μεσελίκ          | Дриодасос             | Δρυόδασος                | местност в Боздаг на С от Височен |
| Гатища                     | Γκατίστα         | Перивлептон           | Περίβλεπτον              | връх в Боздаг на С от Височен (996,3 m)                                                                                              |
| Каинлък                    | Καϊντλίκ         | Оксиес                | Όξυές                    | връх в Боздаг на С от Височен (1465 m)                                                                                               |
| Дуз Киран                  | Ντούζ Κιράν      | Левендико             | Λεβέντικο                | |
| Тикълница                  | Τικαλνίτσα       | Стронгилон            | Στρογγυλόν               | връх в Боздаг на С от Височен (2020 m) в гребена Дебелина от тикъл, мъжки род на тикла, „каменна плоча“, и топонимична наставка -ица |

| Година    | 1913 | 1920 | 1928 | 1940 | 1951 | 1961 | 1971 | 1981 | 1991 | 2001 | 2011 | 2021 |
| --------- | ---- | ---- | ---- | ---- | ---- | ---- | ---- | ---- | ---- | ---- | ---- | ---- |
| Население | 1544 | 1698 | 1925 | 2568 | 2677 | 3051 | 2023 | 2381 | 2401 | 2601 | 2554 | 2409 |

## Личности
Родени във Височани
- Георги Кръстев (1886 – ?), македоно-одрински опълченец, Втора отделна партизанска рота, четата на Стоян Филипов, Първа рота на Пета одринска дружина[31]
- Димитър Мандраджиев (Δημήτριος Μανδρατζής, Димитриос Мандрадзис), гръцки андартски деец, агент от ІІІ ред, терорист на гръцкия комитет[32]
- Иван Еклемов (Ιωάννης Εκλεμές, Йоанис Еклемес, ? – 1908), гръцки андартски деец, агент от трети ред, убит в престрелка с българи[32]
- Иван Самаров (Ιωάννης Σαμαράς, Йоанис Самарас, 1878 – 1911), гръцки андартски деец, агент от трети ред[32][33]
- Иван Янев, български революционер, деец на ВМОРО[34]
- Марко Тимчев (Тинчев), македоно-одрински опълченец, Трета рота на Петнадесета щипска дружина[35]
- Кръстана Янева (1914-1944), съветска разузнавачка в Берлин.[36]